# Дон Сігел
Дон Сігел (англ. Don Siegel; 26 жовтня 1912 — 20 квітня 1991) — американський кінорежисер і продюсер. Він зняв науково-фантастичний фільм жахів «Вторгнення викрадачів тіл» (1956), а також п’ять фільмів з Клінтом Іствудом, включаючи поліцейський трилер «Брудний Гаррі» (1971) та тюремну драму «Втеча з Алькатраса» (1979). Він також зняв останній фільм Джона Вейна вестерн «Найвлучніший» (1976).

## Вибрана фільмографія
- 1942 : Вперед, мандрівник / Now, Voyager / монтаж
- 1942 : Через океан / Across the Pacific / монтаж
- 1942 : Касабланка / Casablanca / монтаж
- 1956 : Вторгнення викрадачів тіл / Invasion of the Body Snatchers / режисер
- 1964 : Вбивці / The Killers / режисер, продюсер
- 1968 : Блеф Куґана / Coogan's Bluff / режисер, продюсер
- 1970 : Два мула для сестри Сари /  Two Mules for Sister Sara / режисер
- 1971 : Обдурений /  The Beguiled / режисер, продюсер
- 1971 : Брудний Гаррі /  Dirty Harry / режисер, продюсер
- 1973 : Чарлі Веррік / Charley Varrick / режисер, продюсер
- 1974 : Чорний вітряк /  The Black Windmill / режисер, продюсер
- 1976 : Найвлучніший /  The Shootist / режисер
- 1977 : Телефон /  Telefon / режисер
- 1979 : Втеча з Алькатраса /  Escape from Alcatraz / режисер, продюсер
- 1982 : Наврочили! /  Jinxed! / режисер

Сігел зіграв невеликі ролі у фільмі Іствуда «Зіграй мені перед смертю» та у фільмі «Брудний Гаррі». У фільмі Філіпа Кауфмана 1978 року «Вторгнення викрадачів тіл», рімейку фільму Сігела 1956 року, він з'являється в ролі таксиста. У фільмі «Чарлі Веррік» за участю Волтера Меттау він має епізодичну роль гравця в пінг-понг. Він також з'являється у фільмі Джона Лендіса 1985 року «У ніч». Сігел також зіграв невелику роль у фільмі «Вбивці».